# Beganding
Beganding is een bestuurslaag in het regentschap Karo van de provincie Noord-Sumatra, Indonesië. Beganding telt 1479 inwoners (volkstelling 2010).